# Dennis Wrong
Dennis Wrong (geboren 22. November 1923 in Toronto, Kanada; gestorben 8. November 2018 in Westford (Massachusetts)) war ein kanadisch-US-amerikanischer Soziologe.

## Leben
Dennis Hume Wrong war ein Sohn des Diplomaten Humphrey Hume Wrong und der Mary Joyce Hutton. Sein Großvater war der Historiker George Mackinnon Wrong. Er besuchte die Schule in Washington und in Genf, wo sein Vater als Diplomat eingesetzt war, und das Upper Canada College in Toronto. Als Jugendlicher war er Kommunist und später Anhänger der sozialdemokratischen Canadian Commonwealth Federation. Im Zweiten Weltkrieg leistete er Dienst in der Landwirtschaft. 1945 machte er einen B.A. an der University of Toronto bei C. W. M. Hart und S. D. Clark. Er setzte sein Studium an der Columbia University bei C. Wright Mills und Robert K. Merton fort und wurde 1956 bei Kingsley Davis promoviert.
Wrong lehrte an der University of Toronto und wurde Professor für Demografie an der Brown University, seit 1963 lehrte er an der New York University. Er arbeitete außerdem für kurze Zeit an der Princeton University, der Rutgers University und an der New School for Social Research. Wrong schrieb 20 Jahre in Commentary, bis die Zeitschrift ein neokonservatives Profil bekam, und wechselte danach zur Zeitschrift Dissent und zum Partisan Review. Wrong lebte in Greenwich Village, NYC. Er war zweimal verheiratet, ein Sohn ist der Dokumentarfilmer Terence Wrong.

## Schriften (Auswahl)
- Dennis H. Wrong, Harry L. Gracey (Hrsg.): Readings in Introductory Sociology. New York : Macmillan, 1967
- (Hrsg.): Makers of Modern Social Science: Max Weber. Englewood Cliffs (N.J.) : Prentice-Hall, 1970
- Skeptical Sociology. London : Heinemann, 1977
- Power: Its Forms, Bases and Uses. Oxford : Blackwell, 1979
- The Problem of Order: What Unites and Divides Society. Cambridge, Mass. : Harvard Univ. Press, 1994
- The Modern Condition: Essays at Century’s End. Stanford UP, 1998
- The Oversocialized Conception of Man. Transaction Publishers, 1999
- Reflections on a Politically Skeptical Era. Transaction Publishers, 2003
- The Persistence of the Particular. New Brunswick : Transaction, 2005